# Fort Stark

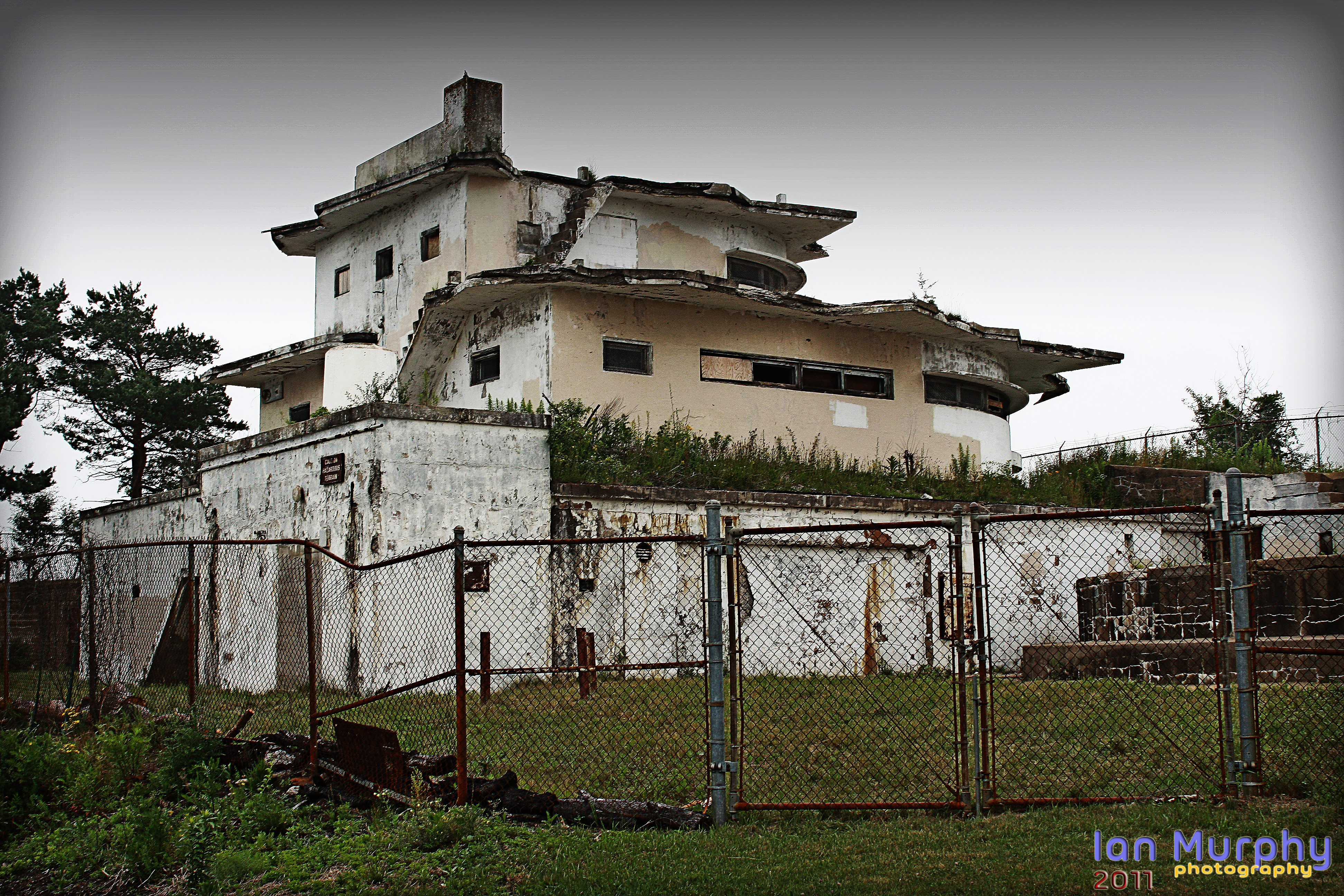
Fort Stark, New Hampshire State Historic Site

Fort Stark im Rockingham County im heutigen US-Bundesstaat New Hampshire war eine Küstenbefestigung der US-Armee. Die Festung liegt auf einer Halbinsel im Nordosten von New Castle an der Mündung des Piscataqua River in den Atlantik. Die Ruinen des Forts sind heute eine State Historic Site.

## Geschichte
Fort Stark war eines von insgesamt sieben Forts, die zum Schutz des Hafens und der Werft von Portsmouth erbaut wurden. Die anderen sechs Forts waren Fort Washington, Fort Constitution und Fort Dearborn in New Hampshire sowie Fort Sullivan, Fort McClary und Fort Foster in Maine. Fort Stark  wurde nie in kriegerische Handlungen verwickelt.

### Kolonialzeit
Die Halbinsel, auf der Fort Stark liegt, wurde früher Jerry’s Point genannt. Von der Halbinsel aus überblickt man die Mündung des  Piscataqua River und den Little Harbor.
Als erste Befestigung wurde 1746 hier eine Battery Cumberland genannte Schanze mit neun 32 Pfünder-Kanonen aufgestellt.
Anfang 1775 ließ die britische Kolonialverwaltung von New Hampshire die Erdwerke wieder herrichten und mit acht Geschützen bestücken. Schon im Mai 1775 entfernte die Miliz von New Hampshire die Kanonen und verwendete sie für die Bewaffnung der neuen Forts Washington und Sullivan an der Zufahrt zum Hafen vor Portsmouth. Im September 1775 stellte die Miliz bei Jerry’s Point neue Geschütze auf, die sie bei der Erstürmung von Fort William and Mary im Dezember 1774 erbeutet hatten. Nach 1778 verfiel die Batterie.

### 19. Jahrhundert
1794 wurde die Batterie erneuert und im britisch-amerikanischen  Krieg von 1812 mit einer Milizkompanie besetzt. 1815 wurde die Anlage wieder aufgegeben.

Schon während des Sezessionskriegs gab es Pläne, am Jerry’s Point eine neue Festung zu errichten. Die Pläne wurden aber nicht umgesetzt. Erst 1872 kaufte die Bundesregierung das Gelände und begann 1873 mit dem Bau einer neuen, Battery Stark genannten Festung aus Beton und Erdwällen, die mit bis zu zwölf 38,1 cm-Rodmankanonen bestückt werden sollte. Aus finanziellen Gründen wurde die Anlage während der Bauarbeiten acht Geschütze reduziert. Die Küstenbefestigung war zu etwa zwei Dritteln fertiggestellt, als 1876 der Bau plötzlich gestoppt wurde. 1879 und 1885/86 wurden noch kleinere Arbeiten fortgeführt, ehe der Bau endgültig eingestellt wurde. Die für die Festung vorgesehenen Geschützte wurden vermutlich nie aufgestellt.
1887 wurde eine kleine Station der Küstenwache auf dem Gelände errichtet. 1898 errichteten Pioniere der US-Armee einen Wellenbrecher und eine größere Anlegestelle. 1908 wurde die Station nach Wood Island bei Fort Foster verlegt.

### Ausbau zu Beginn des 20. Jahrhunderts und Erster Weltkrieg
Nach dem Spanisch-Amerikanischen Krieg 1898 erhielt die Küstenverteidigung höhere Priorität. 1899 wurden zwei 20,3-cm-Geschütze provisorisch auf den Betonanlagen der unfertigen Festung aufgestellt, die allerdings schon 1900 wieder abgebaut wurden. Im Zuge des nach dem Kriegsminister Endicott benannten Bauprogramms begann in diesem Jahr der Bau von vier neuen Geschützstellungen. Dazu wurden drei der fertiggestellten Stellungen der alten Anlage von 1874 komplett und vier teilweise abgebrochen. Das neue Fort wurde mit zwei 30,5 cm-Geschützen, zwei 15,2 cm-Geschützen und vier 7,6 cm-Geschützen bestückt. Die Festung wurde 1900 nach John Stark, dem Kommandanten der Miliz von New Hampshire im Unabhängigkeitskrieg benannt und 1905 Fort Constitution unterstellt. Ab 1907 wurde die Anlage um verschiedene Minenlager erweitert. Die alte Station der Küstenwache diente als Kaserne, während Feuerleitgeräte, Suchscheinwerfer und verschiedene andere Lager- und Werkstattgebäude die Festung vervollständigten.

1915 wurden zusätzliche Kasernengebäude errichtet. Während des Ersten Weltkriegs wurden 1917 die Rohre der 15,2 cm-Geschütze demontiert, da sie für die Verschiffung zur Westfront nach Frankreich vorgesehen waren. Die Rohre wurden nach Kriegsende nicht mehr ersetzt und die Lafetten 1921 endgültig abgebaut. Die Minenbunker und anderen Einrichtungen zur Verminung der Hafeneinfahrt wurden abgerissen, da diese Aufgabe nach Ende des Weltkriegs an Fort Constitution übertragen worden war. Dafür wurden teilweise neue Feuerleitgeräte errichtet. Die Besatzung des Forts wurde jedoch abgezogen und das Fort wurde nur von einem Hausmeister in Stand gehalten.

### Zweiter Weltkrieg
Während des Zweiten Weltkriegs wurde die Festung 1941 reaktiviert. Die alten Kasernen wurden durch neue Holzbauten ersetzt, dazu kamen eine Feuerwache, Offiziersquartiere, ein Wachhaus und zahlreiche andere Gebäude. Zwischen Fort Stark und Fort Foster war ein Sperrnetz zur U-Bootabwehr gespannt. Die alte Küstenwachenstation diente als Signalturm, von der aus Signale an das Wachboot der Coast Guard gegeben wurde, wenn das Netz geöffnet oder geschlossen werden sollte.
1942 wurden die veralteten Schnellfeuerkanonen demontiert. Die Schwere Artillerie von Fort Stark blieb bis zur Fertigstellung von Fort Dearborn 1944 aktiv und wurde dann ebenfalls demontiert. Zur Abwehr von gegnerischen Bootsangriffen wurden neue leichte Geschütze aufgestellt.

### Nach dem Zweiten Weltkrieg
1948 wurden die verbliebenen Geschütze von Fort Stark verschrottet und das Gelände wurde 1950 der US Navy übergeben, die dort Wartungspersonal unterbrachte. Zahlreiche der alten Kasernengebäude wurden abgerissen. 1953 bezog eine Reserveeinheit der Marine das ehemalige Küstenfort und nutzte es bis 1980 als Übungsgelände. 1963 wurden auf einer der alten Geschützbatterien zwei 7,6 cm-Geschütze als Mahnmal an den Untergang des Atom-U-Boots USS Thresher vor Cape Cod aufgestellt. Eines der Geschütze befindet sich heute in dem kleinen Museum der Historic Site.

### Nachmilitärische Nutzung
1978 wurde der Großteil des Geländes dem Staat New Hampshire zur Errichtung eines State Parks übergeben, die verbliebenen 6000 Quadratmeter folgten 1983. Bis auf die ehemaligen Batterien und das 1910 erbaute Waffenlager, das als Besucherzentrum und Museum der State Historic Site diente, wurden alle verbliebenen Bauten abgerissen. 

Das ehemalige Fort ist heute eine vier Hektar große State Historic Site. Der Eintritt auf das Gelände ist kostenlos, die Anlage ist ganzjährig tagsüber zugänglich. Seit 1998 ist kein ständiges  Parkpersonal mehr anwesend, das kleine Museum ist nur im Sommer samstags oder auf Voranmeldung geöffnet. Nach Zerstörungen durch Vandalismus sind die Innenräume der Geschützbatterien seit 2002 nicht mehr zugänglich.